# شون إيفانز (لاعب هوكي الجليد)
شون إيفانز هو لاعب هوكي الجليد كندي، ولد في 7 سبتمبر 1965 في كينغستون في كندا.

## وصلات خارجية
- شون إيفانز على موقع دوري الهوكي الوطني (الإنجليزية)
- شون إيفانز على موقع قاعة مشاهير الهوكي (لاعب أن.إتش.أل) (الإنجليزية)
- شون إيفانز على موقع EliteProspects.com (الإنجليزية)
- شون إيفانز على موقع HockeyDB.com (الإنجليزية)
- شون إيفانز على موقع Hockey-Reference.com (الإنجليزية)